# São José do Brejo do Cruz
São José do Brejo do Cruz é um município brasileiro do estado da Paraíba, localizado na Região Geográfica Imediata de Catolé do Rocha-São Bento. De acordo com o Instituto Brasileiro de Geografia e Estatística, no ano 2019 sua população estimada foi de 1.801 habitantes. Sua área territorial é de 254,796 km².

## História
Os primeiros habitantes não-indígenas de São José do Brejo do Cruz começaram a chegar ao local em que atualmente está assentado o município por volta de 1862.
No século XX, fatores importantes contribuiram para o crescimento do povoado, como a doação de terreno para a construção de capela dedicada a São José e criação de uma feira, que inicialmente ocorria à sombra de uma cajaraneira, cuja árvore até hoje continua viva e frutificando.
O distrito de São José foi criado em 1961, por meio da Lei Estadual nº 2.678 de 22 de dezembro, parte integrante do município de Brejo do Cruz.
No dia 29 de abril de 1994, a lei Lei Estadual n.º 5.912 cria o município de São José do Brejo do Cruz, desmembrando-o de Brejo do Cruz, constituido apenas pelo distrito-sede.

## Geografia
O município está incluído na área geográfica de abrangência do semiárido brasileiro, definida pelo Ministério da Integração Nacional em 2005.  Esta delimitação tem como critérios o índice pluviométrico, o índice de aridez e o risco de seca.

## Naturais
- Petrúcio Ferreira dos Santos, atleta paralímpico e recordista mundial.[9][10]